# Особняк В. И. Шёне
Особняк архитектора В. И. Шёне — дом, построенный одним из первых мастеров петербургского модерна, Василием Шёне, для себя в 1903—1904 годах. Располагается по адресу: Санкт-Петербург, Каменный остров, Театральная аллея, 8 литера Д (Сквозной проезд, 3).

## История
Шёне работал над проектом собственного дома в 1900—1903 годах. Изначально его особняк должен был представлять сложную композиционную группу, объединённую символической темой «храм труда». Идея была навеяна работой архитектора Й.-М. Ольбриха для Дармштадтской колонии художников (1901). Однако, первоначальный замысел Шёне не был реализован, возможно, по причине его дороговизны. Одним из зданий задуманного Шёне комплекса был флигель небольшого размера, архитектор переделал его в особняк. Городская управа выдала разрешение на постройку этого дома 30 мая 1903 года.
Дом Шёне стоит неподалёку  от дачи Е. К. Гаусвальд на Большом канале, только на другом берегу. Как и другие, более ранние проекты Шёне, его собственный дом принадлежит к неоромантическому ответвлению модерна, однако в лаконичном, более строгом и зрелом исполнении. Здесь проявились новые черты этого стиля. При этом архитектор не отказывается от декоративности, выраженной в различном оформлении фасадов, использовании фахверка (не несущего никакой конструктивной функции), игре на контрасте простых геометрических объёмов, составляющих целое: входная группа (тамбур) — куб; цилиндрическая башня; конус кровли-шатра. Различные части соединены более компактно, чем это сделано в даче Гаусвальд. Расположение окон на фасаде исполнено в соответствии с внутренней планировкой дома, их размеры варьируются в широких пределах. Формы оконных проёмов ясно читаются благодаря отсутствию обрамлений. 
В доме Шёне объединены традиции английского коттеджа в стиле «народной простоты» (Ч. Войси) и черты «американского дома», один из которых был построен за несколько лет до того Л. Кекушевым в имении «Райки». Однако наиболее близко Шёне подошёл к работам Ольбриха, особенно ясно это читается при сравнении его дома с особняком Г. Келлера, построенным австрийским архитектором в 1899—1900 годах. На стадии проектирования архитектор разрабатывал фасады, декорированные фризами из майолики и узорами из стилизованных растительных форм, что ещё более приближало его проект к австрийским прототипам, однако в итоге остановился на более строгом варианте.
Особняк был реконструирован в 1968—1970 годах, при этом его интерьерная отделка — фризы с орнаментом, обшивка деревянными панелями, скульптурное убранство, была утрачена.